# 李日文
李日文（1549年—？），字維實，号默吾，江西撫州府金谿縣人，民籍，明朝政治人物。

## 生平
萬曆元年（1573年）癸酉科江西鄉試第六十名，萬曆五年（1577年）丁丑科會試第一百九十七名，登三甲第三十二名進士。本年授知泾县。严明方正，尝履亩核田，役赋均平。重建明伦堂，移芜湖兑仓，置郡城公署皆捐俸为之。约己裕民，不事表暴。在任八载，迁南京工部虞衡司主事，榷税芜湖，丁父憂歸。服闋，補刑部主事，歷升郎中，万历二十三年（1595年）任福建漳州府知府。丁母黄恭人憂，再補汝宁知府，升云南按察司副使。以册立入賀京师，轉任雲南督學副使，卒于官。

## 家族
曾祖李韜卓；祖父李弘忠，曾任壽官；父南园公李魁春。母黃氏。具慶下。孙李大觉，天启甲子科举人。